# کوه شوتو
کوه شوتو یا شُوتُوسان (به ژاپنی: 生藤山) هم جزو کوه‌های استان توکیو است و هم جزء کوه‌های استان کاناگاوا (神奈川県) و در نزدیک شهر ساگامی هارا (厚木市) قرار دارد. ارتفاع این کوه ۹۹۰ متر است. این کوه یکی از کوه‌های تشکیل دهندهٔ اوکوتاما (奥多摩) محسوب می‌شود و در قسمت شرقی آن واقع است.